# The Great Misdirect
Albums de Between the Buried and Me
Colors
(2007) The Parallax II: Future Sequence
(2012)
The Great Misdirect est le cinquième album studio du groupe de metal progressif américain Between the Buried and Me. L'album est sorti le 27 octobre 2009 sous le label Victory Records.
L'album a débuté à la 36e place du classement Billboard 200.

## Musiciens
- Tommy Rogers – chant, claviers
- Paul Waggoner – guitare, chant sur le titre Desert of Song
- Dustie Waring – guitare
- Dan Briggs – basse
- Blake Richardson – batterie

## Liste des morceaux
1. Mirrors - 3:38
2. Obfuscation - 9:15
3. Disease, Injury, Madness - 11:03
4. Fossil Genera - A Feed from Cloud Mountain - 12:11
5. Desert of Song - 5:34
6. Swim to the Moon - 17:54